# مارتن غاردنر
مارتن غاردنر (بالإنجليزية: Martin Gardner )‏ (و. 1914 – 2010 م) هو رياضياتي، وكاتب، وصحفي، وناقد أدبي، وكاتب خيال علمي، وساحر استعراضي، من الولايات المتحدة، ولد في تلسا، وكان عضوًا في الأكاديمية الأمريكية للفنون والعلوم، توفي في نورمان، عن عمر يناهز 96 عاماً.

## التعليم
تعلم في جامعة شيكاغو، في تخصص فلسفة، وتحصل منها على بكالوريوس في الفنون.

## الخدمة العسكرية
خدم في بحرية الولايات المتحدة.

## جوائز
حصل على جوائز منها:
- جائزة ديفيد هيلبرت [الإنجليزية]‏ (1992).

## روابط خارجية
- مارتن غاردنر على موقع إن إن دي بي (الإنجليزية)